# 에드워드 G. 로빈슨
에드워드 G. 로빈슨(영어: Edward G. Robinson, 1893년 12월 12일 ~ 1973년 1월 26일)은 루마니아 태생의 미국 배우이다. 리틀 시저, 키 라르고 같은 갱스터 영화에서의 터프가이 역할로 유명하다.

## 참여 작품
- 리틀 시저
- 파이브 스타 파이널
- 맨파워 (1941년 영화)
- 이중 배상
- 여인의 초상 (1944년 영화)
- 스칼렛 거리
- 이방인 (1946년 영화)
- 이방인의 집
- 빅 리거
- 페페 (1960년 영화)
- 신시내티의 도박사
- 마켄나의 황금
- 제6지대
- 소일렌트 그린